# Fényes Vilmos
Fényes Vilmos (Ferdinandovat, 1891. szeptember 18. – 1926 után) a hazai és a német némafilmek operatőre.

## Életpályája
1891. szeptember 18-án született az akkori Ausztria-Magyarország területén. 1910-ben Magyarországon kezdett filmezni, de nem sokkal később Németországba ment, ahol az első világháború végén, 1918-ban kezdetben több filmet fényképezett a Harry Hill sorozat detektívjéről. Az 1920-as évek elején olyan filmekre is kapott megrendelést, mint Carl Froelich Der Taugenasst, Luise Millerin és Der Wetterwart című produkciók. 
1924-ben azonban már nem kapott több operatőri megbízást, eltűnt a nyilvánosság elől.

## Operatőri közreműködései
- 1918: Száz kilométeres tempóban
- 1918: Érdemes tárgyalás
- 1918: Ezer méter magasból
- 1919: A Nornok dala
- 1919: A hóhér lánya
- 1920: Hotel Atlantic
- 1920: A fakír titka
- 1921: A semmire sem jó
- 1922: Luise Millerin
- 1923: Az időjárásőr
- 1924: A rádiós házasság